# Sanidin
Sanidin (Nose, 1808), chemický vzorec KAlSi3O8, je jednoklonný minerál ze skupiny tektosilikátů. Je to vysokoteplotní K-živec, která se časem mění přes ortoklas na mikroklin. Název je složen z řeckých slov σανις (sanís) – tabulka a είδος (idos) – vidět.

## Původ
- magmatický – běžně ve felsických výlevných a žilných neovulkanických horninách (ryolity, fonolity, trachyty), ve sférolitech vulkanických skel,
- metamorfní – vysokoteplotní kontaktní metamorfózou vyvřelých hornin s vysokým obsahem draselných živců (sanidinitová facie),
- hydrotermální

## Morfologie
Krystaly obvykle tabulkové podle {010}, se čtvercovým průřezem, až 50 cm. Jehlicovité krystaly vyplňují sférolity. Dvojčatění: běžně podle karlovarského zákona.

## Vlastnosti
- Fyzikální vlastnosti: Tvrdost 6, křehký, hustota 2,56 – 2,62 g/cm³, štěpnost dokonalá podle {001} a {010}, lom lasturnatý až nepravidelný. Před dmuchavkou se jen obtížně taví (při cca 1170 °C) za vzniku kalného skla.
- Optické vlastnosti: Barva: bezbarvý, bílá, šedá, nažloutlá, červenavá. Lesk skelný, na štěpných plochách perleťový, průhlednost: průhledný až průsvitný, vryp bílý.
- Chemické vlastnosti: Složení: K 10,69 %, Na 2,10 %, Al 9,84 %, Si 30,72 %, O 46,66 %. Rozpustný v HF

## Odrůdy

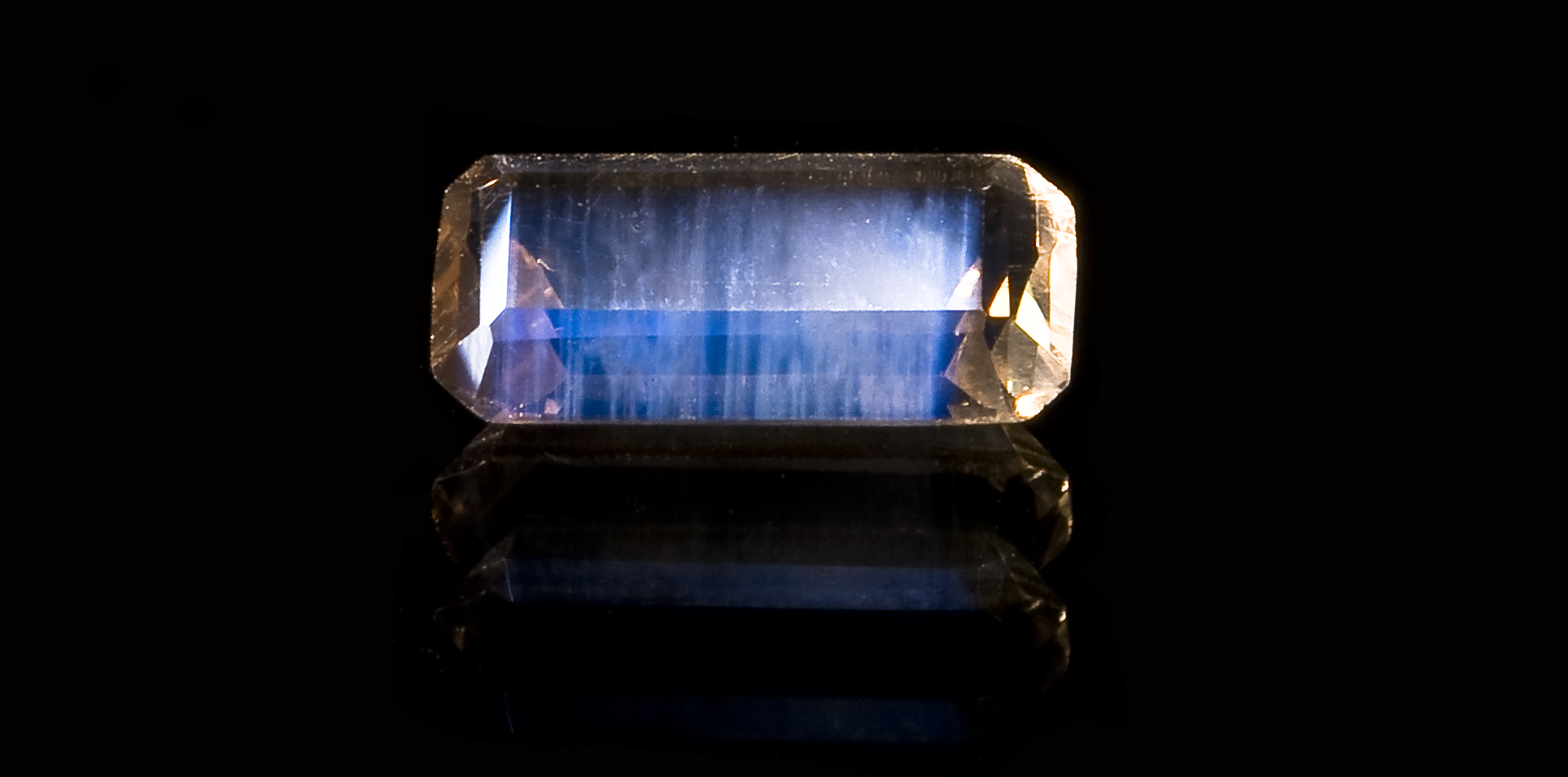
Azulicit, 3,60 karátu, Chihuahua, Mexico

- azulicit – modré zabarvení

## Podobné minerály
- ortoklas, mikroklin, plagioklas

## Parageneze
- biotit, muskovit, nefelín, křemen, magnetit

## Minerální řada
Sanidin je dokonale mísitelný s vysokoteplotním albitem.

## Využití
Někdy jako drahý kámen – fasetové brusy, kabošony.

## Naleziště
Místy hojný minerál, dobře vyvinuté krystaly tvoří jen vzácně.
- Česko – Podhorní vrch u Mariánských Lázní
- Slovensko – Vyhne, Hliník nad Hronom
- Německo – Kaiserstuhl, Drachenfels
- Itálie – Vesuv
- Rusko – poloostrov Kola
- a další.